# Studien über Hysterie
Die Studien über Hysterie von Josef Breuer und Sigmund Freud wurden 1895 veröffentlicht und gelten als die erste Abhandlung der klassischen Psychoanalyse. In der Auflage von 1922 wurden sie abschließend ediert. Es handelt sich um eine Sammlung von Aufsätzen, die sich zunächst mit dem älteren Begriff der Hysterie nach Paul Julius Möbius (1888) beschäftigen, aber schnell neue, vor allem ätiologische Konzepte vorstellten. Freud entwickelte im Fortgang sein eigenes Konzept, das auf der Annahme unbewusster Prozesse als spezifisch hysterische Vorgänge basierte, und stellte später eine psychotherapeutische Behandlungsmethode vor, die auf hypnotische und kathartische Elemente verzichten konnte.

## Verlaufsform der Hysterie nach Breuer und Freud
Unabhängig von der weiteren Eingrenzung des noch von Möbius sehr weit gefächert verwendeten Begriffs (er umfasste alles, was heute als Neurose bezeichnet wird), gehen die Studien von einer allgemeinen Verlaufsform der hysterischen Erkrankung aus. Einer Phase der Dispositionsbildung folge die Manifestierung über die Entwicklung hysterischer Traumata. Die Prognose hänge von zahlreichen Randbedingungen ab, sei in aller Regel ohne geeignete Behandlung aber ungünstig, sofern der Patient keine geeigneten Mittel finde, dem Fortgang selbst entgegenzuwirken.
- Typischerweise werde die Erkrankung früher oder später ausgelebt, es komme zu Schüben mit erheblicher Belastung für Patient und Umfeld, im weiteren Fortgang zu einer allgemeinen Zerrüttung der Persönlichkeit
- Patienten mit primär starker Persönlichkeit könnten sich manchmal unbehandelt fangen, fänden sich mit der Erkrankung ab und erreichten einen Zustand minder starker, aber permanenter Symptombelastung, der sich einlebe und zeitlebens bestehen bleiben könne. Voraussetzung dafür sei eine wie auch immer geartete Reflexion der eigenen psychischen Beschaffenheit, ohne die der Patient diesen Zustand nicht halten könne (künstlerische Tätigkeit, wissenschaftliche Bildung). In diesem Fall entstehe auch ein sekundärer Krankheitsgewinn.
- Die Prognose unter Behandlung sei deutlich besser. Breuer setzte bei seiner kathartischen Methode zunächst Krankheitseinsicht nicht unbedingt voraus, erkannte aber, dass ein einsichtiges Moment über Stärkung der gesunden Persönlichkeitsanteile die weitere hysterische Entwicklung erheblich beeinflusst.
- Freud hingegen meinte, dass die kathartische Methode zwar ein gutes Hilfsmittel sei, jedoch zu keiner dauerhaften Genesung führen könne. Eine erschöpfende Behandlung könne demnach nur über Mitwirkung des Kranken durchgeführt werden, andernfalls trete eine der beiden anderen Verlaufsformen ein.

Die Hysterie erschwert die Krankheitseinsicht. Im sogenannten Schub ist der Patient der Reflexion und damit der Psychoanalyse nach Freud nicht zugänglich, wohl aber der Katharsis nach Breuer. Beide Therapieformen werden deshalb heute noch in weiterentwickelter Form angewendet.

## Allgemeine Merkmale der Hysterieentwicklung nach Breuer und Freud
- Das Bewusstsein des Hysterikers wird als funktional in mindestens zwei Bewusstseins-Zustände (primär und sekundär) gespalten beschrieben. (Es handelt sich um eine andere Spaltung als die, die heute der endogenen Psychose zugeschrieben wird.)
- Diese separaten Zustände verfolgen im Verhalten des Patienten unterschiedliche Ziele, arbeiten nur schwer zusammen und zeigen Tendenz, sich gegenseitig auszuschließen und sich zu organisieren (systematisieren)

Hierin bestehe das Grundphänomen der Hysterie, die klinische Erscheinung sei sehr eindrücklich und in vielen Abstufungen in der Bevölkerung praktisch überall anzutreffen. In diesem Punkt waren Breuer und Freud einer Ansicht, ihre Differenzen bezogen sich vor allem auf die angezeigten Behandlungsmethoden.

## Krankheitseinsicht
Ausgehend von diesem Konzept wird erklärt, dass der Patient nur dann Krankheitseinsicht entwickeln könne, wenn ein sog. primärer Bewusstseinszustand erreicht wird, da das sekundäre Bewusstsein den Zugriff auf sonst problemlos verfügbare Informationen verwehrt. Der Kranke selber bemerkt auch das Umschwenken von einem in den anderen Zustand nicht. Dies kann lediglich
1. durch das Auge eines Beobachters oder
2. durch Reflexion des gerade im primären Bewusstseinszustand befindlichen Patienten entdeckt werden, da dies eine rationale Reflexionsfähigkeit voraussetzt.

Psychodynamisch wird dies so erklärt:
- Für die Krankheitseinsicht ist die Rekrutierung von Assoziationen aus dem primären Bewusstseinszustand notwendig.
- Das sekundäre Bewusstsein weist hier aber eine deutliche Insuffizienz auf, ist deshalb weniger leistungsfähig und insgesamt 'zerrissen', wenngleich auch sehr produktiv.
- Es sei deshalb ein psychischer Fremdkörper.

Der Ausschluss von im primären Bewusstsein zugänglichen Informationen während des Vorherrschens des sekundären Bewusstseins sei nach Freud topisch bedingt und erfolgt aufgrund permanent ablaufender Bewertungsmechanismen. Das sekundäre Bewusstsein ist, wie jede bewusste Regung, administrativ und kann der jeweiligen Interessenlage dienliche Assoziationen durchaus zulassen oder auch wieder ausschließen. Mit diesem Konzept begründet Freud den Ansatz der Psychodynamik, welche später konzeptionell erheblich erweitert wurde und heute als eines der Kernkonzepte aller tiefenpsychologischen Schulen gilt. Er beschrieb in der Klinik das sekundäre Bewusstsein zwar unfähig im Sinne einer nützlichen Organisation des Verhaltens, nicht jedoch im Sinne eines Selbstschutzes. Es bringe erstaunliche Gewandtheit hervor, sobald im Alltag oder während der Behandlung Vorstellungen angesprochen werden, die ihm 'gefährlich' werden können. Es wehrt sich gegen Aufklärung – und dort, wo diese Wehr nicht über affektive Mittel zu erreichen ist, verwendet es freizügig jede nur irgendwie verfügbare Quelle.

## Konzepte zur Erklärung der Entstehung des sekundären Bewusstseinszustandes
Hier unterschieden Breuer und Freud folgende Stufen:
1. Während der frühen Anamnese werde unter dem Einfluss von Traumen und Partialtraumen eine hysterische Disposition entwickelt, ohne die kein psychopathologisches Bild entstehen könne. (Der 'hysterische Vorgang' selbst wurde aber als allgemein in der Bevölkerung verbreitet angesehen.)
2. In späteren Lebensabschnitten komme es zur Entwicklung zahlreicher kleinerer Vorstellungen, die aktualgenetisch Teile des Bewusstseins in einen Zustand überleiten, der einer artifiziellen Hypnose ähnlich ist. (hypnoider Zustand)
3. Da diese Vorstellungen untereinander gut assoziierbar, mit dem übrigen assoziativen Umfeld aber logisch unvereinbar sind, neigen sie zu einer Abgrenzung und organisieren sich untereinander in einer Weise, die nicht auf Logik und Realismus angewiesen ist.
4. Sie zerfließen im Laufe der Zeit ineinander und bilden einen mehr oder weniger einheitlichen hypnoiden Zustand, auf dem sich das sekundäre Bewusstsein entwickelt und erhebliche Komplexität erreichen kann.

### Condition seconde
Die Person könne sich mal in diesem, mal in jenem Bewusstseinszustand befinden. Das Vorherrschen des sekundären Bewusstseinszustandes wurde condition seconde genannt. Der Hysteriker sei hier eingeschränkt leistungsfähig, aber mitunter sehr produktiv.
Darunter fallen:
- Phasen starker Symptombelastung
- Absenzen
- Ausrasten, Wutanfälle

## Diagnose
Freuds Ansicht nach verschwimmen in der Psychoanalyse die Grenzen zwischen Diagnose und Therapie. Jede am Patienten unternommene Anstrengung sei diagnostisch und therapeutisch zugleich. Da aber die Entscheidung über eine bestimmte Therapieform erst mit der Diagnose möglich ist, diese jedoch nicht ohne Therapie zuverlässig getroffen werden kann, begann Freud seine weiteren Arbeiten am jeweiligen Patienten zunächst mit der kathartischen Methode nach Breuer, um im jeweiligen Fall zunächst Informationen sammeln zu können. Dabei fiel ihm auf, dass die kathartische Behandlungsmethode lange nicht bei jeder Symptomatik eines jeden Patienten erfolgreich war, der nach herkömmlichem Verständnis als Hysteriker diagnostiziert worden wäre. Freud begann darauf hin, sich ausgehend von der Hysterie mit den Krankheitsbildern der Neurosen allgemein zu beschäftigen und diese weiter zu differenzieren. Er meinte, dass die neurotischen Erkrankungen, mit denen die Patienten in der Praxis erschienen, meist Mischneurosen seien, in denen sich die Anzeichen verschiedener Neuroseklassen miteinander verbanden. Der Erfolg einer unternommenen therapeutischen Maßnahme hinge ganz wesentlich davon ab, um welchen Neurosenbestandteil es sich beim anvisierten Symptom handelte.

### Historische Klassifikation der Neurosen
In den Hysteriestudien wurde von Sigmund Freud erstmals eine an den beteiligten Vorstellungsinhalten orientierte Klassifikation der psychogenen Neurosen vorgestellt, die das psychiatrische Konzept der Mischform psychischer Erkrankungen erstmals in die Psychotherapie einführte. Als Ausgangspunkt nahm er die zu seiner Zeit gebräuchliche Klassifikation, die sehr einfach war und knapp umrissen so aussah:
| Erklärung | Formenbestand |
| --- | --- |
| Neurasthenie | |
| monotones Krankheitsbild ohne "psychischen Mechanismus" - durch Überarbeitung oder andere äußere Einflüsse (Infektion, Intoxikation, Stress etc.) bedingte Schwäche oder Erschöpfung der Funktion des – an sich gesunden – Nervensystems - Sammelbegriff für organisch nicht recht fassbare Beschwerden - nach Freud stellt diese Gruppe später eine der drei Aktualneurosen auf der Grundlage mangelhafter Triebabfuhr | Von dieser Neurose wurden auch reine Formen unterschieden, die besonders bei Jugendlichen auftreten würden. Gemischte Formen kämen aber auch vor. |
| Zwangsneurose | |
| Neurose echter Zwangsvorstellungen mit kompliziertem psychischem Mechanismus (vergleichbar dem der Hysterie); lässt sich erfolgreich psychoanalytisch behandeln | Gemischte Formen selten, meist ist diese Neurose mit einer Angstneurose kombiniert.                                                               |
| Angstneurose | |
| - Neurose mit Symptomen, welche Äquivalenten oder Rudimenten von Angstäußerungen entsprechen - im Formenbestand der Neurasthenie vergleichbar, aber von diesen scharf abgegrenzt. - Zu den Angstneurosen zählen phobische, hyperästhesische, hypochondrische und erwartungsängstliche Äußerungen. | Von dieser Neurose wurden auch reine Formen unterschieden, die besonders bei Jugendlichen auftreten würden. Gemischte Formen kämen aber auch vor. |
| Hysterie | |
| Neurose, die auf einem postulierten psychischen Mechanismus der Hysterie beruht, dem sogenannten hysterischen Mechanismus. | Gemischte Formen selten, meist ist diese Neurose mit einer Angstneurose kombiniert.                                                               |

Freud meinte, dass ein Großteil der Ursachen neurotischer Erkrankungen überhaupt – soweit er von Ursachen sprechen konnte – auf sexuelle Momente zurückzuführen seien. Mit der Klassifikation anhand sexueller Momente trennten sich alsbald scharf abgegrenzte Linien, die einzelne Neuroseformen voneinander scheiden und für die jeweilige Ausprägung der Erkrankung charakteristisch seien. Auch die Unterscheidung zwischen reinen und gemischten hysterischen Erkrankungen brachte einen entscheidenden Fortschritt im Verständnis der Neurosen.
Die Hysterie wurde von Freud neu definiert. Er bezeichnete als Hysterie nicht mehr alle Neurosen, in denen einzelne hysterische Symptome zu entdecken waren, sondern trennte Krankheitsbild und Symptome voneinander. Er meinte, dass das hysterische Symptom auch am gesunden Menschen erscheinen könnte, aber auch in vielen anderen Krankheitsbildern, für die sie selbst jedoch nicht ursächlich verantwortlich seien. Psychische Erkrankungen seien im Einzelfall aus einer Vielzahl von Symptomen und psychischen Mechanismen zusammensetzt, von denen zuvor einige dem einen, andere einem anderen Krankheitsbild zugeordnet wurden.
So wurde vor Freud von einem Arzt, der ein hysterisches Symptom entdeckte, sofort eine „Hysterie“ diagnostiziert, auf deren Rechnung dann auch die häufig beigemischten perversen, degenerativen, neurasthenische usw. Anteile gingen. Der zuvor so ungeheuer aufgeblähte Krankheitsbegriff der Hysterie käme nach Freud gerade dadurch zustande, dass man ihren Mechanismus nicht kannte und nicht wusste, was genau sie nun bewirken könne und was nicht. Der hysterische Mechanismus sei sehr weit verbreitet und in minderstarker Ausprägung bei fast allen Menschen zu beobachten, was nicht bedeute, dass sie alle an Hysterie leiden würden.

## Klassifikation der Hysterie nach Freud
Im Fortgang seiner Arbeiten klassifizierte Freud vier Formen:
- Hypnoidhysterie
- Retentionshysterie
- Konversionshysterie
- Abwehrhysterie

## Topik des hysterischen Bewusstseins
Freud stellte in seinen Arbeiten ein umfangreiches Konzept zur Topik des hysterischen Bewusstseins vor, das von ihm selbst in späteren Arbeiten verändert wurde und heute in der Originalform nicht mehr vertreten wird. Es war historisch jedoch bedeutend und zeigt wichtige Züge, die auch heutige Modelle aufweisen. Die abgebildeten Graphiken sind von Freud nicht verwendet worden, aber ähnliche Zeichnungen, in denen Repräsentanzen und ihre assoziative Verknüpfung dargestellt werden, kommen bis heute in Sitzungs-Mitschriften von Psychoanalytikern routinemäßig vor.
Freud stellte sich in seinen Beiträgen zu den Hysteriestudien die Psyche als mehrdimensionales Gebilde mit mehrfacher Schichtung vor. Er geht von einem hysterischen Kern im Bewusstsein aus, der einen assoziativen Verbund von partialtraumatischen Repräsentanzen darstelle, welche dem Patienten unbewusst sind und die der Neurose und ihren Symptomen zugrunde liege. Dieser Kern wirke nach Freud wie ein Fremdkörper im umgebenden, gesunden psychischen Substrat. Die Symptomatik verglich Freud mit einer „Entzündung“, wie sie auftritt, wenn mechanische Fremdkörper im Gewebe befindlich sind und Entzündungssymptome verursachen (beispielsweise ein Splitter).
Als „Themen“ bezeichnet Freud Assoziationsketten, die sich ausgehend von diesem Kern ausbreiten. Die nahe am Kern liegenden Repräsentanzen würden dazu neigen, sich in den Kern einzubinden und ebenfalls Bestandteil der Symptomatik zu werden, weiter entfernte Assoziationen bilden das Substrat des übrigen, primären Bewusstseins.
Merkmale
Als Merkmale der Themen gibt Freud an:
- strenge linear-chronologische Anordnung der Repräsentanzen innerhalb eines Themas
- seien immer mit dem Kern verbunden
- enden in aktualgenetisch erzeugten Repräsentanzen (beispielsweise vom Analytiker eingetragene neue Ideen)
- sie seien konzentrisch geschichtet
- ihr äußeres Ende münde im Symptom (später präzisiert)

Freud geht von einer konzentrischen Schichtung der Themen um den Kern aus. Mehrere der oben dargestellten Assoziations-Ketten wickeln sich herum, weisen aber keine nennenswerten Verbindungen untereinander auf. Die an der Peripherie liegenden Enden der Ketten entsprechen den jüngst hinzugekommenen Repräsentanzen.
Während der hysterische Kern als Fremdkörper keine Verbindung zum umgebenden gesunden psychischen Material einginge, würden die Themen Verbindungen darstellen, die mehr oder minder zwischen dem Kern und der Umgebung vermitteln. Ausgehend von dem normalen Bewusstsein entfremden sich die Themen immer mehr von ihm, sobald sie in Richtung Kern verfolgt werden. Ihr pathologischer Charakter nehme allmählich zu, bis er bald klar erkennbar sei. Das ganze neurotische Gebilde gleiche also einem Infiltrat mit festem Kern. Die Psychotherapie ziele nach Freud darauf ab, die trennende Wirkung des Widerstandes aufzuheben und die Vorstellungen so weit bewusst zu machen, bis sie den Blick auf den Kern zulassen.
Freud sei aufgefallen, dass einzelne Assoziationen eines Themas auch dann Kontakt zum Kern bekommen können, wenn sie weiter von ihm entfernt sind. Er sah hierin einen krankhaften Effekt, der im Bestreben der Neurose bestünde, den Kern auszuweiten und weitere Repräsentanzen zu akquirieren.
Ein weiterer Aspekt der Schichtung der Themen ist der Widerstand. Assoziationen innerhalb eines Themas, die einen ähnlichen oder vergleichbaren Widerstand aufweisen, können als „gleich weit entfernt“ von der Kernvorstellung beschrieben werden. Freud ist der Ansicht, dass die Themen außen einem geringeren, nach innen aber zunehmenden Widerstand unterliegen. Je näher man dem brisanten Kern komme, desto stärker versuche der Patient, Informationen zurückzuhalten (psychische Abwehr).
Je weiter entfernt ein solcher Ring sei, desto geringer sei der Widerstand des Themas in ihm, und desto geringer ist das Ausmaß irrationaler Anhaftungen und Bewusstseinsveränderungen.
Freud beschreibt an diesem Modell eine verblüffende Beobachtung: Sei während einer Therapie eine Schichtgrenze (irgendwo) erst einmal durchbrochen, liefere der Patient aus eigenem Antrieb große Mengen an Erinnerungen, die sich ebenfalls in dieser Schicht befinden. Das kann dammbruchartig geschehen, wobei der Patient mitunter schnell und ergiebig spricht, was mit großer psychischer Erleichterung verbunden sei. Er könne dann nämlich nicht nur über das gerade behandelte Thema weitere Auskunft geben (in welchem die Schicht durchbrochen wurde), sondern auch über alle Vorstellungen anderer Themen, die sich auf derselben Schicht befinden. Es sei so, als wäre der Widerstand dieser Schicht völlig verschwunden, worauf alle dort angesiedelten Reminiszenzen „freigegeben“ würden.
Überdeterminiertheit psychopathologischer Symptome
Die Überdeterminiertheit von psychopathologischen Symptomen, die heute als allgemein bekannt gilt, wurde ebenfalls von Freud an diesem Modell erstmals beschrieben. Themen in Kernnähe können sich miteinander vereinen und gemeinsam nach außen führen, um dort das Symptom zu erzeugen. Bei der Verschmelzung der beiden Themen entstünden deutlich irrationale Anhaftungen, an denen dieser Vorgang erkannt werden kann.
Zu beachten sei, dass sich die Analyse ausgehend vom Symptom (außen) in Richtung Kern bewegt. (Sie beginne also an der Peripherie.) Es könne sich ergeben, dass ein zunächst als monolithisch erscheinendes Symptom überdeterminiert sei, also mehr als ein Thema belegt. Die Themen seien unterschiedlicher Herkunft, später im Fortgang der Biographie aber ineinander integriert worden.
Komplikationen bei der Analyse würden eintreten, wenn es sich um mehr als einen hysterischen Kern handele. Dies könne beispielsweise vorliegen, wenn zwei verschiedene neurotische Geschehen zu analysieren seien, von denen eines vor Jahren abgelaufen und selbsttätig abgeklungen ist, das andere aber später akut hinzukam. Oft stünden die beiden Kerne in Verbindung, seien aber doch deutlich getrennt und unterschiedlich.
Da Menschen sich beständig weiterentwickeln, träfe man auf Artefakte von Selbstheilungsversuchen und anderen Bestrebungen des Patienten, mit seiner Eigenart umzugehen.

## Erstes psychotherapeutisches Konzept von Sigmund Freud
| "Es bleibt nichts übrig, als sich zunächst an die Peripherie des pathogenen psychischen Gebildes zu halten. Man beginnt damit, den Kranken erzählen zu lassen, was er weiß und erinnert, wobei man bereits seine Aufmerksamkeit dirigiert und durch Anwendung der Druckprozedur leichtere Widerstände überwindet. Jedesmal, wenn man durch Drücken einen neuen Weg eröffnet hat, darf man erwarten, dass der Kranke ihn ein Stück weit ohne Widerstand fortsetzen wird. Sigmund Freud, 1895" |
Anhand des frühen topischen Modells der Hysterie (Neurose) stellte Sigmund Freud eine erste Methode vor, mit der man sich therapeutisch durch die Topik bewegen könne. Dies war die erste Geburtsversion der Psychoanalyse als Therapieform. Sie enthält zudem einige Merkmale, die viele heute vertretene Therapieformen aufweisen.
Allgemeiner Ablauf:
1. Assoziation zu verschiedenen Themen (horizontale Richtung)
2. Tritt bei verschiedenen Themen Widerstand auf, so werde er an einem Thema mittels therapeutischem Druckaufbau überwunden. Daraufhin falle der Widerstand auch in den anderen Themen auf ein neues, niedrigeres Level. (vertikale Richtung)
3. Dieses neue Level werde nach (1) assoziativ aufgearbeitet (erneut horizontale Richtung)
4. Nach wiederholter Abfolge der Schritte (1) und (2) gelange man schließlich (schrittweise) zum Kern, der die Ursache der Hysterie (Neurose) sei. Werde diese schließlich bewusst, würde die Symptomatik verschwinden.

### Freuds Vorstellung von der horizontalen und der vertikalen Richtung
Das Verharren auf einer Schicht gleichen Widerstands wurde von Freud als horizontale Bewegung durch die Topik beschrieben. Es komme hier nicht zum Durchbrechen von Widerständen, sondern nur zur Abarbeitung jener Ausläufer der Themen, die in dieser Schicht gelegen seien. Da die Themen aber in Richtung des Kerns an eine Widerstandsgrenze münden würden, führe die horizontale Bewegung allein nicht zur Aufarbeitung der Erkrankung.
Als vertikale Richtung bezeichnete Freud das Durchbrechen eines Widerstandes. Während der Analysand reproduziert, greife der Analytiker ein Stück logischen Fadens auf, von dem er vermutet, dass er eine Schicht tiefer ins Innere führt. Der Kranke jedoch halte diese Fäden, die tiefer führen, sorgfältig verhüllt. Es sei nicht leicht, sie zu entdecken. Sie würden sich aber durch einen unlogischen oder irrationalen Zug verraten. Man entdecke in den Schilderungen "Lücken" und "Schäden", Unterbrechungen in den Zusammenhängen usw. Solche Unterbrechungen würden bevorzugt durch verschiedene, charakteristische Verhaltensweisen überbrückt.
- Redensarten
- ungenügende Auskünfte
- notdürftige Ergänzungen
- scheinbar überflüssige Hinweise auf eigene Motivationen (!)

Vor allem wolle der Patient diese Lücken nicht anerkennen, wenn er auf sie aufmerksam gemacht werde. Teile man ihm mit, dass hier ein logischer Widerspruch vorliege und dass vermutlich etwas anderes dahinter stecke, dass es nun aufzudecken gelte, so gebe seine Reaktion darauf Auskunft über die Art und die Stärke des bevorstehenden Widerstands.
Alle späteren psychoanalytischen Modelle weisen Züge dieses Modells auf, unter anderem die gestaffelten Widerstände unterschiedlicher Stärke, das Durchbrechen der Widerstände sowie die Assoziationsketten.
Man könne sich das vorstellen, indem sich auf einer Schicht a zwei Themen, (Assoziationsketten) befinden, die sich kurz vor dem Übergang in einer Schicht b vereinen. Werde der Widerstand überwunden, spalten sie sich auf Schicht b erneut auf und unterliegen unterschiedlichen Schicksalen. Während der eine Teil sich horizontal erschöpfen lässt, kommt es am anderen Teil zu einem erneuten Durchbruch auf eine Schicht c.
Freud wies explizit darauf hin, dass die Inhalte der Assoziationen einer Schicht, die noch nicht aufgearbeitet wurde, in jedem konkreten Falle unbekannt seien. Erst der Patient könne sie erhellen. Dies stellt heute in anderer Terminologie eine der Grundvoraussetzungen dar, die die klassische Psychoanalyse stellt. Jede die Inhalte seines Unbewussten betreffende Mutmaßung dem Patienten gegenüber, sei unseriös.
Hierbei stellte Freud fest, dass der Patient mit Vorliebe horizontal, der Analytiker aber vertikal zu den Schichten arbeite. Der Patient dränge wohl in eine entgegengesetzte Richtung, da er selbst ein Interesse daran hätte, die Assoziationen nicht an den Boden der Schicht, zur Grenze des Widerstands treiben zu lassen. Der Analytiker hingegen versuche, die Assoziationen gerade über diese Grenze zu bringen.
Voraussagen über die Stellen, an denen die Assoziationsketten auf Widerstand treffen, seien möglich. Liege der Analytiker bei einer Voraussage richtig, dann beschleunige dies den Verlauf der Analyse, liege er jedoch falsch, so würde er dem Patienten Parteinahme aufdrängen, die dieser zurückweisen würde. Als Kunstgriff könne dies exemplarisch versucht werden, um die Stärke der Zurückweisung auszuloten. An ihr würde der Analytiker nämlich ersehen können, um wieviel besser der Patient die Wahrheit kennt! Diese Beobachtung bestätigte Freud später maßgeblich darin, sein Konzept vom System ubw einzuführen, welches von einer zwar unbewussten, aber funktionierenden Vorstellungswelt ausgeht.

### DasIchdes (späteren) Drei-Instanzen-Modells
Die Mitarbeit des Patienten spiele hier eine große Rolle, der Patient werde nach einer Weile ein eigenes Interesse an der weiteren Analyse entwickeln und lebhaft zur Mitarbeit bereit sein. Freud spricht davon, dass das erstarkende Ich eine sich eröffnende Gelegenheit zur Aufklärung der unbewussten Fremdkörper ergreife. Der Patient bringe selbsttätig größere Mengen an assoziativem Material – und zwar innerhalb der Schicht, auf der er den Widerstand bereits überwunden habe. Dies werde von ihm als große Erleichterung empfunden. Es sei während der horizontalen Arbeit sinnvoll, den Patienten eine Weile unbeeinflusst reproduzieren zu lassen. Er trage dann die Erinnerungen selbsttätig ab, knüpfe zahlreiche Verbindungen folgerichtig und finde zu seiner logischen Leistungsfähigkeit zurück.
Wenn man ihn nicht produzieren ließe, so könne das dazu führen, dass etwas verschüttet bliebe, was später wieder mit demselben Aufwand ausgegraben werden müsste, den man bereits einmal angestrengt hat. Andererseits müsse der Analytiker damit rechnen, dass der Patient, sobald er sich der nächsten Widerstands-Schicht nähert, die Gelegenheit eigenständiger Regie nutzt, sich zurechtzulegen und den Analytiker auf eine falsche Spur zu locken. Könne man dies entdecken, so zeichne sich ab, in welcher Richtung der Widerstand zu erwarten sei.

### Durchbruch zum Kern
Erst nachdem die Methode zur Aufdeckung des Kerns geführt hat, verschwinden die Symptome, der Patient beginne (je nach Intellekt und geistiger Fähigkeit) selbständig, eine große Zahl seiner Vorstellungen zu ordnen und weiteres Material zu reproduzieren. Er räume auf, habe über seine hysterische Vorstellung gewonnen und sei sich der Gründe seines Leidens bewusst.
Die analytische Arbeit sei damit noch nicht beendet, da nun 'von unten her' so viel wie möglich unbewusste Vorstellungen nachzuholen und viel Material aufzuarbeiten sei. Die nachfolgenden Sitzungen können nun eingangs gleich linear bis in den Kern vordringen und von dort aus weiter arbeiten. Erst in diesem Stadium sei es nützlich, wenn der Analytiker erratene Zusammenhänge gleich aufdecke und dem Patienten mitteile. Doch auch dann gelte nur als gesichert, was der Patient selbst bestätige und selbständig ausbauen könne.

### Erfolgseinschätzung nach Freud
Die Analyse bringe nur selten auf Anhieb ein Thema zum Abschluss. Meistens verfolge man einen Faden, bis er in eine Schicht größeren Widerstandes ende, ohne jedoch den Kernpunkt zu erreichen. Dann lasse man den Faden fallen, um ihn später wieder aufzugreifen, wenn die assoziative Umgebung soweit erhellt ist, dass der Durchbruch in die betreffende, tiefer liegende Schicht gelingen könne. Der Analytiker benötige dazu eine sinnvoll strukturierte Aufzeichnung, damit nichts verloren geht. An welcher Stelle sich das Gespräch jeweils befindet, könne der Analytiker mit geübtem Blick an Mimik, Gestik und Phonik des Patienten erkennen.

### Die Unlogik des hysterischen (neurotischen) Denkens
Freud vertrat die Ansicht, dass eine neurotische Hysterie nie so tief greifen könne, dass sie die Logik als grundlegende Eigenschaft des Denkens zerstört. Das logische Denken werde lediglich gestört. Dies sei ein weiterer Unterschied zur Psychose.
Es trete im Patienten lediglich:
1. ein unlogisches Denken aufgrund einer Informationsverweigerung oder
2. die Bildung einer eigenen Logik auf, die aber stets gesetzmäßig bleibe.

Im ersten Fall werde vom Patienten ein hoher Aufwand betrieben, um die Informationen nicht in seine bewusste Sichtweise einbauen zu müssen. Dies aber bedeute, dass er die logisch korrekten Schlüsse unbewusst schon gezogen haben muss, denn sonst könnte er nicht entscheiden, welche Informationen er verweigern möchte. Egal zu welchem Zeitpunkt das vonstattenging – garantiert sei das jeweilige Ergebnis verfügbar, denn die Konsequenzen würden gescheut. Eine psychische Struktur aber, die alogisch beschaffen, also in tiefgreifendem Zerfall befindlich sei, würde bei einer Hysterie (Neurose) so schnell nicht auftreten.
Patienten seien zudem logischen Argumenten zugänglich, soweit sie in der jeweiligen Situation bereit sind, Informationen aufzunehmen, die ihnen als ungefährlich hinsichtlich der Widerstände erscheinen. Hierin liegt die Möglichkeit zahlreicher später entwickelter Gesprächstechniken begründet, dem Patienten zunächst Informationen anzubieten und aufnehmen zu lassen, die so geschickt versteckt sind, dass ihr Zusammenhang mit dem Widerstand dem Patienten zunächst nicht ersichtlich wird. Er wird dann erst im Nachhinein damit konfrontiert.